# Vince Phillips
Vince Phillips (* 23. Juli 1963 in Pensacola, Florida, USA als Vincent Edwards Phillips) ist ein ehemaliger US-amerikanischer Profiboxer. Er war von Mai 1997 bis Februar 1999 Weltmeister der International Boxing Federation (IBF) im Halbweltergewicht. 

## Amateurkarriere
Vince Phillips wurde 1985 und 1986 US-Meister im Leichtgewicht und gewann darüber hinaus die National Golden Gloves 1985.
Bei der Weltmeisterschaft 1986 unterlag er in der Vorrunde mit 2:3 gegen Daniel Măeran, der im Viertelfinale ebenfalls mit 2:3 gegen den späteren Weltmeister Adolfo Horta ausschied.

## Profikarriere
Vince Phillips boxte von Februar 1989 bis Mai 2007 als Profi und wurde von Kenny Adams trainiert. Mit einer Bilanz von 33-1 (22 KO) boxte er am 12. April 1996 gegen Ike Quartey (31-0, 28 KO) um den Weltmeistertitel der WBA im Weltergewicht, verlor jedoch durch TKO in der dritten Runde.
Den bedeutendsten Sieg seiner Karriere erzielte er am 31. Mai 1997 in Atlantic City, als er im Halbweltergewicht den ungeschlagenen IBF-Weltmeister Kostya Tszyu (18-0, 14 KO) durch TKO in der zehnten Runde besiegen konnte. Im Anschluss verteidigte er den Titel jeweils vorzeitig gegen Micky Ward (30-7), Freddie Pendleton (43-21) und Alfonso Sanchez (18-1), ehe er den Gürtel in der vierten Titelverteidigung am 20. Februar 1999 durch eine TKO-Niederlage in der fünften Runde an Terron Millett (20-1, 15 KO) verlor.
Bis zum Ende seiner Karriere kam es zu keiner weiteren WM-Chance. Er verlor unter anderem im Januar 2000 nach Punkten gegen Vernon Forrest (30-0, 25 KO), im November 2002 knapp durch Mehrheitsentscheidung gegen Sharmba Mitchell (49-3, 28 KO) und im April 2003 nach Punkten gegen Ricky Hatton (31-0, 24 KO). Nach acht weiteren Kämpfen, darunter vier Niederlagen, beendete er seine Karriere.